# Warner Bros. Pictures Animation
Warner Bros. Pictures Animation je američki filmski studio za računalnu animaciju.

## Filmografija
Svi filmovi su sinkronizirani na hrvatskom
- Lego Film (2014.)
- Rode (2016.)
- Lego Batman Film (2017.)
- Lego Ninjago Film (2017.)
- Stopalići (2018.)
- Lego Film 2 (2019.)
- Scooby-Doo! (2020.)
- Tom i Jerry (2021.)
- Space Jam: Nova legenda (2021.)
- DC Liga super-ljubimaca (2022.)

## Vanjske poveznice
- Službena stranica